# Petrás
Petrás (em grego: Πετράς) é um sítio arqueológico de uma antiga cidade minoica no nordeste da ilha de Creta, Grécia. Situa-se a cerca de um quilómetro e meio em linha reta do centro da cidade de Siteía, no cimo de um pequeno planalto com vista sobre o mar a norte de Creta.

## Estudos arqueológicos
As primeiras escavações no sítio foram dirigidas por Metaxia Tsipopoulou em 1985. Foi encontrado um edifício principal ("palácio") com 2 800 m² de área, que tinha dois andares quando estava em pé.
A cidade tinha um sistema de drenagem, escadarias duplas, pedestais, frescos e pavimentos de lajes talhadas . Nas construções há marcas de lábris (os machados duplos minoicos), estrelas, ramos, triângulos duplos e símbolos da escrita Linear A. No sítio foram encontradas três tábuas e outros textos mais curtos naquela escrita. Nas escavações de 1995, foi encontrado um arquivo com hieróglifos minoicos. Na opinião do escavador, Metaxia Tsipopoulou, o arquivo ainda estava em uso quando o palácio foi destruído.
O edifício central apresenta muitas das características que são usadas para identificar um "palácio minoico" e distingui-lo de um edifício comum. Há sinais de modificações pelo menos até ao Minoano Recente IB (1 520–1 430 a.C.).